# Tina Winklmann

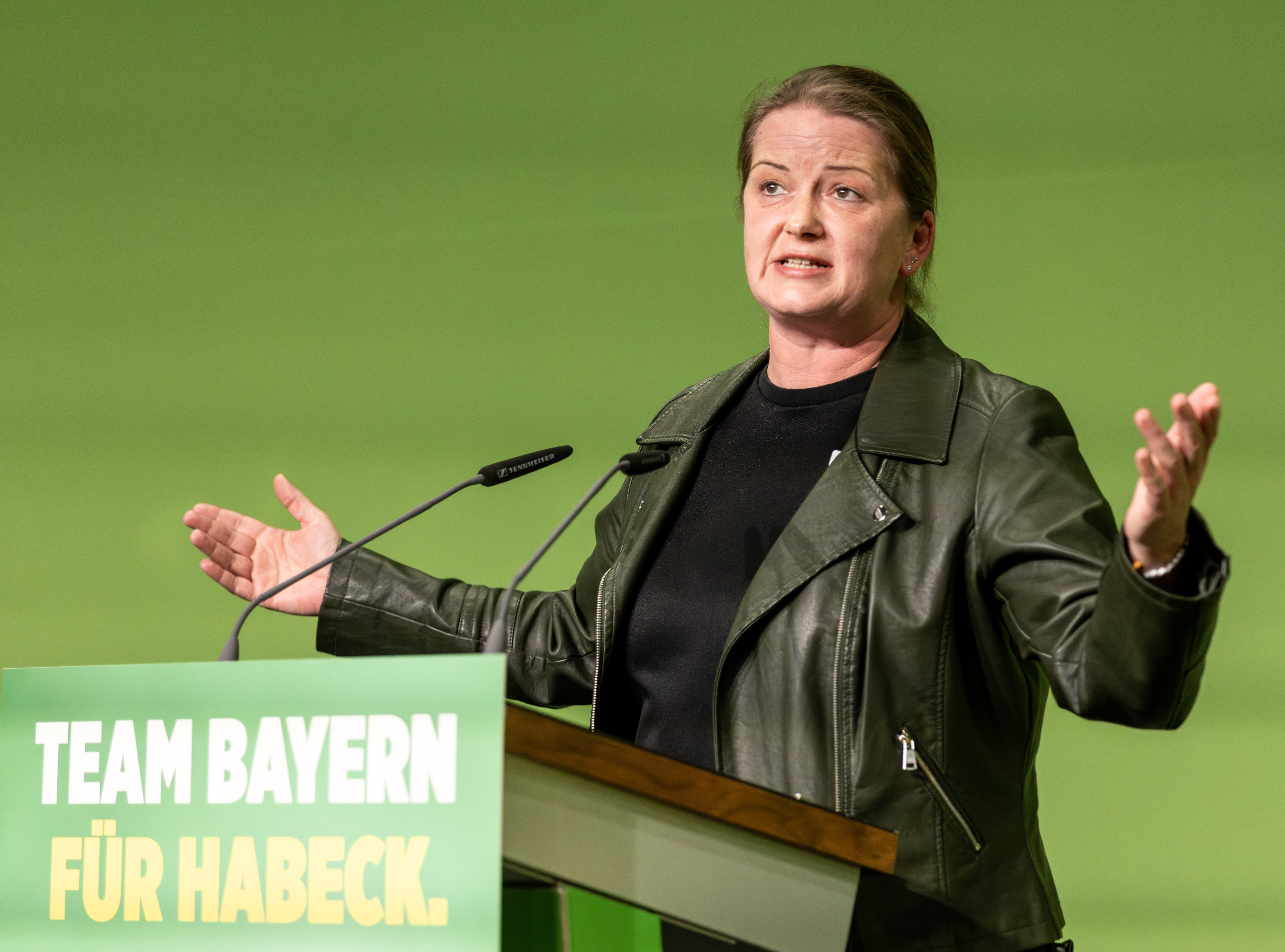
Tina Winklmann, 2024

Tina Winklmann (* 26. Februar 1980 in Weiden in der Oberpfalz), geb. Kurzwart, ist eine deutsche Politikerin (Bündnis 90/Die Grünen). Sie ist seit Oktober 2021 Mitglied des Deutschen Bundestages. 

## Leben
Winklmann stammt aus Wernberg-Köblitz in der Oberpfalz, wo ihre Familie der klassischen Arbeiterschaft angehörte. Sie absolvierte eine Ausbildung zur Verfahrensmechanikerin für Kunststoff- und Kautschuktechnik und arbeitete mehr als 20 Jahre lang bei Siemens im Drei-Schicht-Betrieb. Zu ihrem Werdegang sagte sie einmal: „Ich komme vom Land, und da macht man erst mal eine Ausbildung. Darauf bin ich auch sehr stolz: Feilen, Fräsen und Erodieren – das habe ich alles in meiner Ausbildung gelernt.“ Bereits mit 15 Jahren begann sie ihre Ausbildung und wurde gleichzeitig Mitglied der IG Metall, wo sie sich als Vertrauensfrau und Betriebsrätin engagierte. Seit 1996 ist Winklmann Mitglied der Partei Bündnis 90/Die Grünen.

## Abgeordnete
Im 20. Deutschen Bundestag war Winklmann sportpolitische Sprecherin der Bundestagsfraktion Bündnis 90/Die Grünen und ordentliches Mitglied im Sportausschuss sowie im Ausschuss für Arbeit und Soziales. Zudem war sie stellvertretendes Mitglied im Ausschuss für Bildung, Forschung und Technikfolgenabschätzung.
Bei der Bundestagswahl 2025 erreichte sie 4,1 Prozent im Bundestagswahlkreis Schwandorf. Über die Landesliste Bayern zog sie in den 21. Deutschen Bundestag ein. Sie ist Mitglied im Petitionsausschuss und dort Obfrau ihrer Fraktion. Außerdem ist sie Schriftführerin und ordentliches Mitglied im Ausschuss für Sport und Ehrenamt. Stellvertretend ist sie Mitglied im Ausschuss für Bildung, Familie, Senioren, Frauen und Jugend.

## Positionen
Winklmann setzt sich für die Förderung des Sports als Mittel zur gesellschaftlichen Integration und Gesundheit ein. Sie betont die Bedeutung des Sports für die Vermittlung gesellschaftlicher Werte und engagiert sich für die Stärkung der vielfältigen Strukturen im Freizeit-, Gesundheits-, Inklusions- und Leistungssport, um das friedliche Zusammenleben zu fördern. Winklmann macht sich für die Förderung des Breitensports stark: "ohne Breitensport, gibt es keinen Spitzensport."
Winklmann setzt sich für mehr Gleichberechtigung im Sport ein und fordert eine bessere finanzielle und strukturelle Förderung des Frauen- und Mädchenfußballs. Sie kritisiert die ungleichen Bedingungen im Vergleich zum Männerfußball und betont die Notwendigkeit langfristiger Konzepte sowie einer höheren Finanzierungsbereitschaft, um professionelle Karrieren für Fußballerinnen zu ermöglichen. Ihrer Ansicht nach würden sowohl der Sport als auch Fans und Spielerinnen von besseren Trainingsbedingungen, faireren Verträgen und einer stärkeren medialen Präsenz profitieren.
Ebenso setzt sie sich für die Förderung des Para-Sports ein und betont die Notwendigkeit, die Leistungen der Para-Athletinnen und-Athleten stärker in den Fokus zu rücken.
2022 kritisierte Winklmann die Vergabe der FIFA Fußball-Weltmeisterschaft nach Katar als Ergebnis falscher Entscheidungen und mangelnder Korruptionsbekämpfung. Sie forderte die FIFA auf, Verantwortung für ihre Veranstaltungen zu übernehmen, Zwischenziele bei der Vergabe von Sportgroßveranstaltungen festzulegen und bei Nichteinhaltung alternative Austragungsorte in Betracht zu ziehen.
Winklmann plädierte für eine parteiübergreifende Zusammenarbeit in der Sportpolitik und betont die Notwendigkeit eines Sportfördergesetzes sowie verbesserter Rahmenbedingungen für das Ehrenamt im Sport. Wichtig für Winklmann ist die Stärkung der Rechte von Athletinnen und Athleten, insbesondere in den Bereichen Gleichstellung, Arbeitsrecht und Schutz vor sexualisierter Gewalt. Sie betont die Notwendigkeit, Sportlerinnen und Sportlern nicht nur während ihrer aktiven Laufbahn zu unterstützen, sondern auch Perspektiven für die Zeit nach ihrer Karriere zu schaffen. Dazu zählt unter anderem eine bessere Absicherung und Förderung beruflicher Übergänge nach dem Leistungssport.

## Mitgliedschaften
Tina Winklmann ist Mitglied im Parlamentarischen Beirat von Teamsport Deutschland und gehört dem Stiftungsrat der BFV-Sozialstiftung an.